# Засекины
Засе́кины — древний княжеский род происходящий из Ярославских князей, Рюриковичи.
Род внесён в Бархатную книгу. При подаче документов (28 марта 1682), для внесения рода в Бархатную книгу, была предоставлена родословная роспись князей Засекиных. Сосуществовало три ветви этого рода: вторая, средняя ветвь угасла в XVII веке.

## Происхождение и история рода
В родословных книгах показано, что правнук великого князя Владимира Святославовича, крестившего Русскую землю, великий князь Владимир Всеволодович Мономах имел праправнука благоверного князя Фёдора Ростиславовича прозванным «Чёрным», которому достался в удел Можайск, а потом он был на Ярославском княжении. Этого святого князя Фёдора внук, князь Василий Давыдович по прозванию «Грозные очи», был на Ярославском княжении и имел внука князя Ивана Фёдоровича Засеку, родоначальника князей Засекиных.
Большинство младшей ветви Засекиных были наделены Великим князем московским землёй за службу на юго-восточных, пограничных с Московской Русью землях бывшей Новгородской республики, в так называемой Бежецкой пятине, к северо-западу от Твери, в бассейне рек Мологи и Мсты.
В «Истории родов российского дворянства» и «Титулованных родах Российской империи» род князей Засекиных указан, как угасший, однако в «Истории родов» высказывается версия об особой ветви Засекиных, происходивших якобы от князей Тёмносиних и всё ещё продолжающуюся на момент написания книги.
В 1699 году семь князей Засекины владели населёнными поместьями.

### Однородцы князей Засекиных
Однородцами являются записанные в одной росписи ярославских князей, рода: Жировые-Засекины, Солнцевы-Засекины, Темносиние, Шаховские и Щетинины.

## Генеалогиякнязей Засекиных[4]
- Василий Давидович Грозные Очи, владетельный князь Ярославский (XV колено) от Рюрика, женат на княжне Евдокии Ивановне, дочери великого князя московского Ивана Даниловича Калита.
  - Глеб Васильевич — князь Ярославский (XVI колено)
    - Фёдор Глебович — князь Ярославский (XVII колено).
      - Семён Фёдорович Щетина
        - Владимир Семёнович Тёмносиний
          - Василий Владимирович Тёмносиний
            - Пётр Васильевич Засека (XXI колено), родоначальник старшей ветви князей Засекиных

      - Иван Фёдорович Засека (XIX колено) — перешёл на службу к Василию Тёмному и погиб в сражении с казанскими татарами на Арском поле (1455).
        - Иван Иванович старший Засекин, прозванием Бородатый Дурак, — родоначальник второй, угасшей ветви князей Засекиных, помещик Деревской пятины.
        - Дмитрий Засекин-Сонце, дворовый, сын боярский (1495), родоначальник князей Сонцовых и Сонцовых-Засекиных
        - Иван Иванович младший Засекин-Жировой (уп. 1484) — родоначальник князей Жировых-Засекиных
        - Давид Иванович, дворовый, сын боярский (уп. 1461 и 1495) родоначальник младшей ветви князей Засекиных, владел городом Романовом, который продал жене московского великого князя Василия Тёмного (до 1462)[5].

## Описание герба[6][7]
Гербовый щит двумя перпендикулярными линиями разделён на четыре части, с помещением в предсечении отделов пятого малого щитка, который занят ярославским гербом.
В первой и четвёртой частях герб великого княжества Киевского: в лазоревом поле Ангел в сребротканой одежде, держащий в правой руке обнажённый серебряный меч, а в левой — золотой щит. Во второй и третьей частях герб княжества Смоленского: в серебряном поле на зелёной траве чёрная пушка, а на пушке райская птица. Щит покрыт княжеской мантией и российской княжеской шапкой.
Герб рода князей Засекиных внесён в Общий гербовник дворянских родов Всероссийской империи (Ч. 2; С. 5).
Таким образом, в целом составе своём герб князей Засекиных указывает и отдалённое происхождение рода от Мономаха, занимавшего киевский великокняжеский престол, и продолжение потомства в роде наследственных князей Смоленского удела, от которого князь Фёдор, отделяясь, сделался родоначальником обширной семьи фамилий князей на Ярославском уделе.

## Известные представители
- Князь Засекин Михаил Иванович по прозванию Чёрный Совка — первый воевода в походах: на Литву (1502 и 1508), на Лифляндию (1503).
- Князь Засекин, Михаил Иванович — первый воевода в Алысте (1564), Рже-Заволочье (1567), в Полоцке (1571—1577).
- Князь Засекин Иван Иванович Ёлдаш — воевода в Калуге (1543), в Карачеве (1564), убит разбойниками.
- Князь Засекин Иван Михайлович Чулок — воевода.
- Князь Засекин Фёдор Иванович — сын боярский, второй воевода в Казани (1565).
- Князь Засекин Андрей Иванович — голова в Костроме (1548), сын боярский (1551), судья в Казанском приказе (1555), воевода в Казани (1558 и 1565).
- Князь Засекин, Александр Фёдорович (Жировой-Шастунов; † 1611) — воевода Русского Царства.
- Князь Засекин, Борис Петрович († 1589) — воевода и окольничий Русского царства.
- Князь Засекин, Василий Фёдорович — воевода Русского царства.
- Князь Засекин Иван Иванович Сосун — воевода в русско-литовской войнах (1514—1525) и послом при дворе императора Карла V (1525—1526).
- Князь Засекин Пётр Фёдорович Ноговица Пёстрый (?-1537) — воевода в Себеже (1536), что южнее Пскова, на литовской границе, обратил в бегство 20-тысячное войско киевского наместника и, захватив пушки и знамёна, погнал его к близлежащему озеру (см. Осада Себежа). Лёд не выдержал тяжести бегущих врагов, многие из них утонули. Таким образом, князь Засекин повторил ситуацию Ледового побоища. В память о победе Елена Глинская велела построить в Себеже Троицкую церковь. В следующем году в стычке с казанскими татарами под Костромой, Пётр Пёстрый погиб.
- Князь Засекин Никита Данилович — первый осадный воевода в Болхове (1581—1582).
- Князь Засекин Даниил Иванович Чёрный — воевода в Юрьеве-Ливонском (1566—1567).
- Князь Засекин Григорий Осипович — первый воевода ряда волжских городов.
- Князь Засекин Фёдор Михайлович (Жировой-Глазатово) — воевода Русского царства.
- Князь Засекин Семён Иванович Баташ — воевода.
- Князь Засекин Андрей Иванович Чёрный-Сосун — воевода.
- Князь Засекин Лев Иванович Давыдов — воевода.
- Князь Засекин Пётр Глебович Чёрный — воевода.
- Князь Засекин Иван Фёдорович — воевода.
- Князь Засекин Иван Фёдорович Диро — второй воевода в Казанском походе (1544).
- Князь Засекин Пётр Фёдорович Брызгало — второй воевода под Тулу (1545), воевода в шведском походе (1549).
- Князь Засекин Иван Петрович — воевода в Стародубе (Северском) (1615—1616), в Михайлове (1619), в Ливнах (1623—1626), в Михайлове (1627—1629).
- Князь Засекин Борис Андреевич — стольник патриарха Филарета (1627—1629), стольник (1637).
- Князья: Фёдор Петрович и Иван Андреевич — стольник (1627—1629).
- Князь Засекин Фёдор Андреевич — воевода в Переславле-Залесском (1636—1637).
- Князь Фёдор Васильевич — комнатный стольник царя Ивана Алексеевича (1676—1692).
- Князья: Григорий Михайлович, Василий Михайлович, Пётр Артемьевич — стольники царицы Прасковьи Федоровны (1686—1692).
- Князь Иван Никитич — стольник (1658), окольничий (1690).
- Князь Засекин Михаил — стольник, воевода в Брянске (1675)[8].
- Князья: Артемий Васильевич, Афанасий Фёдорович, Борис и Иван Степановичи, Иван и Степан Фёдоровичи, Михаил Иванович — царские стольники (1680—1692)[9].